# Hermann Conring (médecin)
Hermann Conring (né le 9 novembre 1606 à Norden et mort le 12 décembre 1681 à Helmstedt), dit Coringius, est un polymathe allemand. Il a écrit sur le droit, la politique, l'histoire, la physique, la médecine et la théologie. 

## Biographie
Il professa la philosophie naturelle, puis la médecine à Helmstedt, et jouit d'une grande considération auprès du duc de Brunswick et de plusieurs princes, qui le consultèrent souvent et lui donnèrent le titre de conseiller, avec des pensions; il fut en correspondance avec Gottfried Wilhelm Leibniz.
Conring est également connu comme le père de l'histoire du droit allemand et s'est particulièrement intéressé à l'étude du Saint Empire romain germanique.
Ses principaux ouvrages sont : 
- De Origine juris germanici, 1643 ;
- De Germanorum imperio romano, 1644 ;
- De Imperii Germanici republica, 1654 ;
- Thesaurus rerum publicarum totius orbis, etc.

Il a en outre laissé une foule de dissertations particulières et de lettres.
Ses Œuvres, publiées à Brunswick en 1780, forment 7 volumes in-folio. Plusieurs sont à l'Index librorum prohibitorum à Rome.
Le genre botanique Conringia orientalis lui a été dédié par Lorenz Heister.

## Source
Cet article comprend des extraits du Dictionnaire Bouillet. Il est possible de supprimer cette indication, si le texte reflète le savoir actuel sur ce thème, si les sources sont citées, s'il satisfait aux exigences linguistiques actuelles et s'il ne contient pas de propos qui vont à l'encontre des règles de neutralité de Wikipédia.